# Џон Далтон
Џон Далтон (6. септембар 1766 — Манчестер, 27. јул 1844) je био енглески физичар и хемичар. Родио се у Иглсфилду 1766. године, а умро у Манчестеру 1844. Због доприноса развоју атомске теорије сматра се једним од утемељитеља савременога природословља. У књизи Нови систем хемијске филозофије (енгл. New System of Chemical Philosophy, I, 1808., II, 1810.}-) претпоставио је да се хемијски елементи састоје од малих неуништивих честица, атома. Тиме је утемељио атомску теорију грађе материје, утврдивши да се сваки хемијски елемент састоји од атома исте врсте, док се хемијска једињења састоје од различитих атома. Увео је посебне симболе за хемијске елементе и једињења и дао преглед релативних атомских маса. Проучавајући законитости хемијског спајања, 1802. године је открио закон умножених масених односа, а 1807. и закон парцијалних притисака (Далтонов закон).
Далтон је почео као учитељ, а постао је истакнут научник: као метеоролог забележио је око 20.000 стручних запажања; као физичар измерио је притисак водене паре при разним температурама; као хемичар је одредио тежинске односе у којима поједине материје ступају у једињења и тако допринео стварању основе учења о атомима. Али, његово име остало је везано и за једну ману вида од које је и сам патио: он није разликовао извесне боје (црвену и зелену), које су се њему чиниле као једна иста боја. То слепило за боје по њему је добило име далтонизам и прилично је раширено. Стога је, на пример, неопходно да светла на семафорима буду свугде у истом распореду, те да се по положају могу распознати, а не само по боји.
Како је био слеп за боје, проучавао је ту аномалију, која је по њему названа далтонизам. Премда су се неки Далтонови закључци показали погрешним (на пример предоџба о недељивости атома, која је побијена открићем радиоактивнога распада), његова атомска теорија и предоџба о атомским масама елемената имају огромно значење за развој физике и хемије.

## Животопис
Далтон је у школи био марљив и упоран ученик, вешт у рачунању. Кад је смрћу учитеља школа затворена, Далтон је са 18 година отворио своју школу у напуштеном сенику, а затим у Дому квекера. Прво се бавио метеорологијом, а затим хемијом. Учио је и подучавао, осим математике и физике, енглеску граматику, грчки, латински и француски језик. С 22 године размишљао је о студирању права или медицине, али због одсуства подршке породице, те због чињенице да је неистомишљеницима студирање или предавање на енглеским факултетима било забрањено ипак није, те је 1793. прихаватио позицију на манчестерском Новом колеџу, дисидентској академији (директном претходник, након низа промена места, Харис манчестерског колеџа, Оксфорд). Тамо је остао 34. године, када га је све лошија финансијска ситуација на факултету довела до тога да поднесе оставку и започне нову каријеру као приватни учитељ математике и природне филозофије.
Године 1803, он је предложио своје принципе атомске теорије (увео је појам атомске тежине, тачније, релативне атомске масе, узевши као стандард атом водоника (H), јер је најлакши и приписао му је атомску масу 1, сугерирајући да су сви елементи састављени од ситних, неуништивих честица, званих атоми, који су сви једнаки и имају исту масу. Атоми неког елемента могу при хемијској реакцији ући у састав хемијског једињења или изаћи из њега, међутим њихова укупна маса у ситему остаје непромењена. Далтон је претпоставио да је водоник најлакши елемент те је увео појам релативне атомске масе као однос масе атома елемента и масе атома водоника. Такође је проучавао слепоћу на боје (далтонизам).

## Доприноси

### Атомска теорија
У атомској теорији материје, атом се састоји од атомског језгра око којег круже електрони. Данас је генерално признато мишљење да се атомска језгра свих хемијских елемената састоје од позитивно наелектрисаних протона и неутрона који немају електрични набој. Честице које се налазе у атомском језгру, то јест протони и неутрони, зову се заједничким именом нуклеони (лат. nucleus: језгро). Неутрон има масу готово једнаку маси протона. Протон је језгро водониковог атома, те му је маса једнака маси атома водоника. Број протона у атомском језгру који се зове атомски број, једнак је његовом електричном набоју и увек одговара редном броју хемијског елемента у периодном систему. Атомским бројем је одређена врста хемијског елемента.
У неутралном атому број електрона који круже око језгра једнак је броју протона у језгру. Позитиван набој једног протона једнако је велик као негативан набој електрона. 1869. руски хемичар Д. И. Мендељејев открио је законитост понављања хемијских својства елемената код повећања њихове атомске масе. Он је тада све познате елементе поређао по растућим атомским масама један изнад другога и саставио периодичну таблицу. Мендељејев је доказао да сваки хемијски елемент има одређен састав атома који означава атомска маса и место у периодном систему елемената.
Број протона P и неутрона N у језгру одређују атомску масу A датог елемента, т.ј.:
{\displaystyle A=P+N}
и зове се масени број атома. На пример језгро хелијума састоји се од два протона и два неутрона. Према томе је електрични набој језгра и редни број хелијума 2, а релативна атомска маса 4. Око атомског језгра круже негативно набијени електрони, а број електрона једнак је броју протона у језгру.
За дати број протона у језгру могу постојати различите количине неутрона. Два атома који имају исти број протона, а различити број неутрона, имају скоро иста хемијска својства и исти редни број, али различите атомске масе. Такви се елементи који имају исти редни број, а различиту атомску масу, зову изотопи. Тако на пример постоји хлор који има редни број 17, то јест његово језгро садржи 17 протона, док му је атомска маса 35, што значи да језгро његовог атома садржи 18 неутрона (17 + 18 = 35). Међутим, постоји и хлор с атомском масом 37, то јест језгро његовог атома садржи 20 неутрона (17 + 20 = 37). Обичан хлор који се налази у једињењима у природи има атомску масу 35,46, што значи да је он смеша та два изотопа који су у њему заступани у односу 3 : 1, то јест:
{\displaystyle {\frac {\mathrm {3\cdot 35+1\cdot 37} }{\mathrm {4} }}=\mathrm {35,5} }
Први изотоп хлора се симболички пише 1735, а други 1737. Горњи број уз хемијски симбол елемента значи релативну атомску масу тог елемента, а доњи - број протона у језгру тог елемента, односно његов редни број. Водоник такође има своје изотопе: 11 обични водоник, 12 тешки водоник или деутеријум и 13 трицијум.
Овакви изотопи нађени су готово код свих хемијских елемената. Тако уранијум, који је најважнији у добијању нуклеарне енергије, има 5 изотопа. Уранијум има редни број 92, а његови изотопи имају атомске масе 234, 235, 237, 238 и 239. У природном уранијуму најјаче је заступљен изотоп с атомском масом 238. Њега има 137 пута више него изотопа с атомском масом 235. Осталих његових изотопа има још и мање. Изотопи се данас веома много примењују у медицини, техници и привреди, а нарочито су веома важни у производњи нуклеарне енергије. Одељивање изотопа врши се центрифугирањем, дестилацијом, дифузијом и тако даље.
Да се језгро атома која се састоји од позитивно нелектрисаних протона не би распало, јер се истоимени електрични набоји међусобно одбијају, делују привлачне силе које владају између протона и неутрона. То су такозване силе језгра или основне силе које, иако су врло велике, делују само на врло мале даљине, то јест у димензијама атомскпг језгра. Тумачење тих сила спада данас у главне проблеме атомске физике.

### Релативна атомска маса
Релативна атомска маса (ознака ) је својствена величина сваког хемијског елемента (старији назив: атомска тежина). То је број који показује колико је пута просечна маса атома неког елемента већа од 1/12 масе атома угљеникова изотопа 12, то јест то је однос између просечне масе атома неког хемијског елемента и унификоване атомске јединице масе. Изражавање атомских маса релативним јединицама увео је 1803. Џон Далтон, који је за мерну јединицу узео водоников атом као најлакши од свих атома и доделио му вредност 1 (касније је као јединица служила и 1/16 масе атома кисеониковог изотопа 16O). Такво је изражавање уведено из практичних разлога, јер су масе атома изванредно мале (на пример маса водониковог атома је 1,673 · 10−27 kg). Како се већина хемијских елемената у природи појављује у облику смеше својих изотопа, релативне атомске масе одговарају средњој вредности релативних маса атома присутних изотопа, те зато редовно нису цели бројеви. Мерна јединица релативне атомске масе је број један (1).

### Далтонов закон
Далтонов закон говори о притисцима појединих врста гасова у смеши гасова, а гласи:
Притисак смеше гасова једнак је збиру парцијалних притисака гасова који чине смешу
Парцијални притисак одређеног гаса у смеши, је онај притисак који би тај гас имао када би сам заузимао запремину, који заузима смеша. Далтонов закон омогућава одредивање парцијалних притисака гасова присутних у атмосфери, познавањем њихових удела у атмосферском ваздуху. Тако, ако је кисеоник присутан у ваздуху са уделом од 21%, тада је његов парцијални притисак 21% од укупног притиска ваздуха.
Математички, Далтонов закон се може писати:
{\displaystyle P_{total}=\sum _{i=1}^{n}{p_{i}}}       ili      {\displaystyle P_{total}=p_{1}+p_{2}+\cdots +p_{n}}
Где  – преставља парцијалне притиске појединих састојака смеше гасова. Претпоставља се да гасови међусобно хемијски не реагују:
{\displaystyle \ p_{i}=P_{total}\cdot y_{i}}
где је  – парцијални притисак појединог гаса,  – удео појединог гаса у смеши.
Далтонов закон не описује у потпуности реалне гасове. Разлике су поготово велике код високих притисака, када су молекули врло близу једни другима, те долазе до изражаја међумолекуларне силе, и мењају вредност притиска.

### Далтонизам
Далтонизам је слепоћа за боје, потпуна или делимична немогућност распознавања боја. У мрежњачи постоје три врсте рецептора (осетних ћелија) за боје (за црвену, зелену и плаву боју, а остале боје настају мешањем тих основних), од којих свака садржи пигмент осетљив на одређену таласну дужину светлости. Особа с нормалним распознавањем боје (трикромат) има сва три пигмента у правилним односима, дихромати разликују само две темељне боје (обично замјењују црвену боју зеленом), а монокромати уопште не разликују боје. Далтонизам је најчешће урођен (8% мушкараца и 1% жена) и недоступан је лечењу.